# Myonia aequivoca
Myonia aequivoca är en fjärilsart som beskrevs av W. Warren 1901. Myonia aequivoca ingår i släktet Myonia och familjen tandspinnare. Inga underarter finns listade i Catalogue of Life.